# Tant que rien ne m'arrête
Albums de Claudio Capéo
Claudio Capéo
(2016) Penso a te
(2020)
Singles
1. Ta main
Sortie : 14 septembre 2018
2. Que dieu me pardonne (feat. Kendji Girac)
Sortie : 15 février 2019
3. Plus haut
Sortie : 13 mai 2019
4. Ma jolie
Sortie : 6 décembre 2019
5. C'est une chanson
Sortie : 24 avril 2020

Tant que rien ne m'arrête est le quatrième album studio de Claudio Capéo, sorti le 7 décembre 2018. Il est certifié disque de platine en 2020.

## Liste des pistes
| 1.    | C'est une chanson                           | 2:55 |
| 2.    | Ta main                                     | 3:32 |
| 3.    | Que Dieu me pardonne (avec Kendji Girac)    | 3:31 |
| 4.    | Je fais passer                              | 3:27 |
| 5.    | Ma jolie                                    | 3:55 |
| 6.    | La lumière ou la rage                       | 3:19 |
| 7.    | Et toi                                      | 3:28 |
| 8.    | Je reviens                                  | 3:56 |
| 9.    | Tant que rien ne m'arrête (avec Tom Walker) | 3:27 |
| 10.   | Il y aura                                   | 3:23 |
| 11.   | Je sais pas vous                            | 3:31 |
| 12.   | Plus haut                                   | 2:58 |
| 13.   | Mourir d'armure                             | 3:36 |
| 44:58 |                                             |      |

| 14. | Chanter                    |  |
| 15. | Les Petites Roues          |  |
| 16. | Les Cinq Doigts de la main |  |
| 17. | Demain j'arrête            |  |
| 18. | Beaux à voir               |  |

## Clips vidéos
- Ta main : 30 octobre 2018
- Que Dieu me pardonne (avec Kendji Girac) : 19 février 2019
- Plus haut (Radio Edit) : 29 mai 2019
- Ma jolie : 17 janvier 2020
- C'est une chanson : 31 juillet 2020

## Réédition
Le 6 décembre 2019, à l'occasion du premier anniversaire de la sortie de l'album, est publié une réédition comprenant cinq titres inédits : Chanter, Les Petites Roues, Les Cinq Doigts de la main, Demain j'arrête et Beaux à voir.

## Singles
Le premier single, Ta main, sort le 14 septembre 2018. 
Les 2 singles suivants extraits de l'album sont Que Dieu me pardonne sorti le 15 février 2019 (également extrait de l'album Amigo de Kendji Girac), et Plus haut sorti le 13 mai 2019. 
Sorti en single le 6 décembre 2019, Ma jolie marque le premier anniversaire de la sortie de l'album et sa réédition augmentée de 5 titres inédits. 

## Classement hebdomadaire et ventes
En France, Tant que rien ne m'arrête entre dans les charts du Syndicat national de l'édition phonographique le 10 décembre 2018 en cinquième position et en ressort le 24 décembre en sixième position. En Wallonie l'album reste cinq semaines dans le classement musical Ultratop, et évolue de la vingtième place le 15 décembre 2018 à la vingt-sixième place le 12 janvier 2019.
| Classement                   | Meilleure position |
| ---------------------------- | ------------------ |
| Belgique (Wallonie Ultratop) | 20                 |
| France (SNEP Megafusion)     | 6                  |

Avec 200 000 copies écoulées, dont 184 000 exemplaires, Tant que rien ne m'arrête est certifié disque de platine en août 2020.